# Euxootera modesta
Euxootera modesta är en fjärilsart som beskrevs av Emilio Berio 1972. Euxootera modesta ingår i släktet Euxootera och familjen nattflyn. Inga underarter finns listade i Catalogue of Life.